# Бультаев, Куанышбек Кульбаевич
Куанышбек Кульбаевич Бультаев (каз. Қуанышбек Құлбайұлы Бөлтаев; 16 ноября 1947, Тюлькубасский район, Южно-Казахстанская область КазССР, СССР) — казахстанский общественный и политический деятель, депутат сената парламента Республики Казахстан (1995—2005).

## Биография
Родился 16 ноября 1947 года в селе Машат Тюлькубасского района Южно-Казахстанской области в семье колхозника. Происходит из рода Шымыр племени дулат.
В 1971 году окончил Казахский химико-технологический институт, в 1989 году Алматинскую высшую партийную школу и в 1999 году Алматинский государственный университет им. Абая, инженер-химик-технолог, политолог, юрист.
После окончания института работал секретарем комитета комсомола ГПТУ-150, инструктором, вторым секретарем Дзержинского райкома комсомола г. Шымкента.
С 1977 года на партийной, советской работе и государственной службе. Работал инструктором Дзержинского райкома партии, секретарем партбюро майско-жирового комбината, заместителем заведующего отделом организационно-партийной и кадровой работы областного комитета Компартии Казахстана, заведующим отделом организационно-совещательной работы областного Совета народных депутатов, заведующим организационно-аналитическим отделом аппарата руководителя областной администрации, секретарем Южно-Казахстанского областного маслихата.
С 1995 по 2005 год — депутат сената парламента Республики Казахстан, член комитета по законодательству и правовой реформе.
С 2005 по 2008 год — главный инспектор отдела государственного контроля и организационной работы Администрации Президента Республики Казахстан.
С 2008 по 2009 год — советник Председателя Правления АО «Казахтелеком».
С 2009 по 2013 год — ответственный работник Центрального аппарата Народно-Демократической партии «Нур Отан».
С сентября 2014 года по настоящее время работает главным советником ТОО "SGT Казахстан".

## Награды
- Почётная Грамота Республики Казахстан (декабрь 2001 года)[2][3]
- Награждён благодарственным письмом Первого Президента Республики Казахстан.
- Нагрудный знак Президента Республики Казахстан «Алтын барыс»
- Почётный гражданин Тюлькубасского района, Южно-Казахстанской области (2017)
- Почётный гражданин г.Линкольна и штата Небраска США.
- Правительственные медали, в том числе:
  - 1998 — Медаль «Астана»
  - 2001 — Медаль «10 лет независимости Республики Казахстан»
  - 2005 — Медаль «10 лет Конституции Республики Казахстан»
  - 2006 — Медаль «10 лет Парламенту Республики Казахстан»
  - 2011 — Медаль «20 лет независимости Республики Казахстан»
  - 2016 — Медаль «25 лет независимости Республики Казахстан»[4]